# Mesostenus penetralis
Mesostenus penetralis là một loài tò vò trong họ Ichneumonidae.